# Microlepis oleifolia
Microlepis oleifolia är en tvåhjärtbladig växtart som först beskrevs av Dc., och fick sitt nu gällande namn av José Jéronimo Triana. Microlepis oleifolia ingår i släktet Microlepis och familjen Melastomataceae. Inga underarter finns listade i Catalogue of Life.